# Mississippicultuur

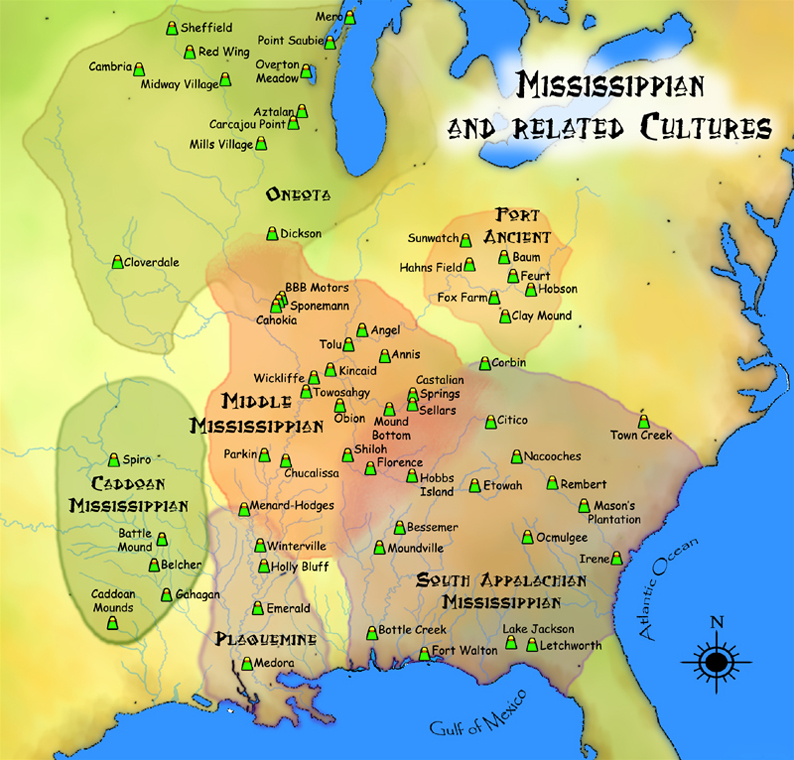
Dit zijn ongeveer de zes gebieden van de Mississipiculturen en culturen die er aan zijn verbonden: Oneota, Fort Ancient, Middle Misissippian, Caddoan Mississippian, South Appalachen Mississippian en Plaquemine.

De Mississippicultuur was een precolumbiaanse cultuur in het zuidoosten van de huidige Verenigde Staten. Haar centrum lag in de centrale Mississippi-vallei, en ze strekte zich uit over de staten Alabama, Arkansas, Georgia, Illinois, Indiana, Louisiana, Kentucky, Michigan, Missouri, Oklahoma, Tennessee en Texas. 
De cultuur ontstond rond het jaar 900 uit de Woodland-periode. Door contacten vanaf ongeveer 1050 met de bevolking aan de bovenloop van de Mississippi en het zuiden van Wisconsin, verspreidden culturele technieken zich naar het noorden, hetgeen samenviel met de ineenstorting van de Effigy Moundscultuur daar.
Naast jacht en visvangst beoefenden de mensen van de Mississippicultuur ook de landbouw, met name de teelt van maïs en bonen, en men hield honden en kalkoenen. Daarnaast maakte men rijkelijk gedecoreerd aardewerk. 
Als enige precolumbiaanse cultuur ten noorden van Mexico bouwde men versterkte steden. Dit waren machtscentra en knooppunten van een wijd vertakt handelsnetwerk. In bijna elke stad werden aarden heuvels opgeworpen, zogenaamde mounds. De grootste bekende stedelijke nederzetting was Cahokia. Met acht aangetoonde mounds was Ocmulgee in Midden-Georgia de meest diverse nederzetting van het tijdperk. De samenleving was complex en strikt hiërarchisch georganiseerd. Aan haar top stond een priester-koning. Overeenkomsten met de sociale orde van de Azteken liggen voor de hand.
Er is weinig bekend over het verval van de cultuur in de 15e en 16e eeuw. De meest waarschijnlijke oorzaken waren epidemieën en een intensieve roofbouw op de natuur, met name ontbossing, die leidde tot de vernietiging van de eigen economie en bestaansmiddelen zoals de jacht op wild.
Ook de Europese kolonisatie van Amerika kan  bij het verval een rol gespeeld hebben. Verschillende stammen en naburige stammen van deze cultuur werden in de eerste helft van de 16e eeuw geconfronteerd met ziekten en oorlogshandelingen die vanuit Europa werden binnengebracht. In 1528 kwamen de Apalachee en de Choctaw in vijandig contact met de conquistador Pánfilo de Narváez in het gebied van de Baai van Mobile. In 1540 ontmoetten Hernando de Soto en zijn mannen de Apalachee en de Choctaw tijdens hun expeditie op zoek naar goud, en de slag bij Mauvilla vond plaats. In 1541 bereikten ze de Mississippi, waar ze een maand bleven totdat ze de rivier met vlotten overstaken. Hierbij werden de Spanjaarden massaal aangevallen door de Natchez en andere stammen die zich tegen de indringers hadden verenigd.
Als nakomelingen van de cultuur worden de Natchez, Alabama, Apalachee, Caddo, Chickasaw, Choctaw, Creek, Guale, Hitchiti, Houma, Illinois, Kansa, Miami, Missouri, Osage, Quapaw, Seminole, Shawnee, Timucua, Tunica, Yamasee en Yuchi beschouwd. 
De Mississippicultuur was de laatste prehistorische cultuur in Noord-Amerika vóór contact met de Europeanen.